# Zmiev
Zmiev, transliterat Zmiiv după toponimul ucrainean Зміїв, este un oraș din regiunea Harkov, Ucraina. Fondată în 1656. A primit statutul de centru județean în 1797.